# Mohamed Ould Khayar
Mohamed El-Moctar Ould Khayar (* 26. Mai 1967) ist ein ehemaliger mauretanischer Leichtathlet, der sich auf den Langstreckenlauf spezialisiert hatte.

## Biografie
Mohamed Ould Khayar nahm 1986 an der 1. Leichtathletik-Juniorenweltmeisterschaften in Athen über 1500 Meter teil. Bei den Olympischen Spielen 1988 in Seoul startete er ebenfalls im 1500-Meter-Lauf, schied jedoch als Letzter seines Vorlaufs aus.